# Westbahn (Württemberg)
| | |                                                    |                                                    |
| Streckennummer (DB): | 4130 (Bruchsal–Bretten) 4131 (Güterstr. Bruchsal) 4800 (Bietigheim-B.–Bretten) 4842 (NBS Sersheim–Illingen) 4843 (Aischb.–Vaih. Nord) |                                                    |                                                    |
| Kursbuchstrecke (DB): | 770 771 772 („Klosterstadtexpress“)                                                                                                   |                                                    |                                                    |
| Kursbuchstrecke: | 320 (1946) 326f (Mühlacker – Maulbronn West 1946)                                                                                     |                                                    |                                                    |
| Streckenlänge: | 52,529 km |                                                    |                                                    |
| Spurweite: | 1435 mm (Normalspur) |                                                    |                                                    |
| Streckenklasse: | D4 |                                                    |                                                    |
| Stromsystem: | 15 kV 16,7 Hz ~ |                                                    |                                                    |
| Maximale Neigung: | 10 ‰ |                                                    |                                                    |
| Minimaler Radius: | 300 m |                                                    |                                                    |
| Streckengeschwindigkeit: | 140 km/h |                                                    |                                                    |
| | |                                                    |                                                    |
| \| \| \| Frankenbahn von Stuttgart S 5 \| \| \| \| \| ehem. Strecke von Freiberg (Neckar) (bis 1945) \| \| \| \| 23,568 000,000 \| Bietigheim-Bissingen S 5 \| 220 m \| \| \| \| Frankenbahn nach Würzburg \| \| \| \| 23,720 000,000 \| B 27 (44 m) \| B 27 (44 m) \| \| \| 24.4+289.3,00024.6+60.90,000 \| Kilometrierungssprung \| Kilometrierungssprung \| \| \| 24,843 000,000 \| Bietigheimer Eisenbahnviadukt (287 m) \| Bietigheimer Eisenbahnviadukt (287 m) \| \| \| 25,119 000,000 \| \| \| \| \| 25,400 000,000 \| Bietigheim-Bissingen Ellental (seit 2003) \| Bietigheim-Bissingen Ellental (seit 2003) \| \| \| 27,400 000,000 \| Bietigheim-Metterzimmern (bis 1979) \| 224 m \| \| \| 30,145 000,000 \| Sachsenheim (ehemals Großsachsenheim) \| 232 m \| \| \| 33,600 000,000 \| Sersheim \| 235 m \| \| \| 34,108 134,108 \| Sersheim Streckenwechsel 4800/4842 \| Sersheim Streckenwechsel 4800/4842 \| \| \| \| Neutrassierung wg. Schnellfahrstrecke \| \| \| \| 134,741 \| Sersheim Aischbach (Abzw) \| 258 m \| \| \| 136,833 \| Nebenwegtunnel (Nord: 1067 m, Süd: 1102 m) \| Nebenwegtunnel (Nord: 1067 m, Süd: 1102 m) \| \| \| 137,900 \| \| \| \| \| \| Schnellfahrstrecke von Stuttgart (niveaufrei) \| \| \| \| 36,100 000,000 \| Vaihingen (Enz) Nord \| 242 m \| \| \| 138,708 \| Vaihingen (Enz) \| 249 m \| \| \| 138,800 \| Vaihinger Stadtbahn (bis 2002) \| Vaihinger Stadtbahn (bis 2002) \| \| \| 38,900 000,000 \| Ensingen \| Ensingen \| \| \| \| Schnellfahrstrecke nach Mannheim (niveaufrei) \| \| \| \| \| Neutrassierung wg. Schnellfahrstrecke \| \| \| \| 40,200 141,249 \| Illingen Streckenwechsel 4842/4800 \| Illingen Streckenwechsel 4842/4800 \| \| \| 41,047 000,000 \| Illingen (Württ) \| 235 m \| \| \| 45,400 000,000 \| Mühlacker Rößlesweg (Bft; seit 2003) \| Mühlacker Rößlesweg (Bft; seit 2003) \| \| \| 46,556 000,000 \| Mühlacker \| 240 m \| \| \| \| nach Karlsruhe \| \| \| \| \| von Mühlacker Em Süd \| \| \| \| 47,850 000,000 \| Mühlacker Em Nord (Bft) \| Mühlacker Em Nord (Bft) \| \| \| 49.0+246.3,00049.2+19.20,000 \| Kilometrierungssprung \| Kilometrierungssprung \| \| \| 49,456 000,000 \| Ötisheim \| 247 m \| \| \| \| \| \| \| \| 52,000 000,000 \| Maulbronner Tunnel (auch: Eichelbergtunnel, 287 m) \| Maulbronner Tunnel (auch: Eichelbergtunnel, 287 m) \| \| \| \| \| \| \| \| 52,595 000,000 \| Maulbronn West \| 269 m \| \| \| \| nach Maulbronn \| \| \| \| 55,850 000,000 \| Ölbronn-Dürrn (seit 2003) \| Ölbronn-Dürrn (seit 2003) \| \| \| 56,600 000,000 \| Ölbronn \| Ölbronn \| \| \| 57,050 000,000 \| Knittlingen-Kleinvillars (seit 2004) \| Knittlingen-Kleinvillars (seit 2004) \| \| \| 59,500 000,000 \| Bretten-Ruit (seit 2002) \| 204 m \| \| \| 61,800 000,000 \| B 294 (55 m) \| B 294 (55 m) \| \| \| 62,496 016,027 \| ehemalige Grenze Württemberg / Baden \| ehemalige Grenze Württemberg / Baden \| \| \| 15,763 \| Bretten Rechberg (Bft; seit 2002) \| Bretten Rechberg (Bft; seit 2002) \| \| \| \| Kraichgaubahn von Heilbronn S 4 \| \| \| \| \| von Kürnbach (unvollendet) \| \| \| \| 14,920 \| Bretten \| 170 m \| \| \| \| Kraichgaubahn nach Karlsruhe S 4 \| \| \| \| 13,420 \| Diedelsheim (Bft; seit 1994) \| Diedelsheim (Bft; seit 1994) \| \| \| 10,850 \| Gondelsheim (Baden) (ehem. Bf) \| 151 m \| \| \| 10,173 \| Gondelsheim Schloßstadion (seit 1994) \| Gondelsheim Schloßstadion (seit 1994) \| \| \| 7,766 \| Helmsheim \| 143 m \| \| \| 5,961 \| Heidelsheim (Hp Anst; ehem. Bf) \| 135 m \| \| \| 5,443 \| Heidelsheim Nord (seit 1996) \| Heidelsheim Nord (seit 1996) \| \| \| 2,271 \| Bruchsal Schlachthof (seit 1994) \| Bruchsal Schlachthof (seit 1994) \| \| \| 1,818 \| Friedhofstunnel (120 m) \| Friedhofstunnel (120 m) \| \| \| 1,698 \| \| \| \| \| 1,100 \| Bruchsal Tunnelstraße (seit 1996) \| Bruchsal Tunnelstraße (seit 1996) \| \| \| 0,956 00,956 \| Bruchsal Ost (Abzw; ehem. „Ruhstein“) \| 120 m \| \| \| 0,677 00,000 \| Personenzug-Tunnel (424 m) \| Personenzug-Tunnel (424 m) \| \| \| 0,665 \| Güterzug-Tunnel (780 m) \| Güterzug-Tunnel (780 m) \| \| \| 0,253 00,000 \| \| \| \| \| −0,115 \| \| \| \| \| −0,426 \| Rheintalbahn von Karlsruhe S 3S 31S 32 \| Rheintalbahn von Karlsruhe S 3S 31S 32 \| \| \| \| \| \| \| \| −0,822 −2,059 \| Bruchsal S 33S 4 \| 114 m \| \| \| \| Bruhrainbahn nach Germersheim S 33 \| \| \| \| \| Rheintalbahn nach Heidelberg S 3S 4S 31S 32 \| \| \| \| \| \| \| \| Quellen: [1][2] \| \| \| \| | |                                                    |                                                    |
| Strecke | | Frankenbahn von Stuttgart S 5                      | Frankenbahn von Stuttgart S 5                      |
| Abzweig geradeaus und ehemals von rechts | | ehem. Strecke von Freiberg (Neckar) (bis 1945)     | ehem. Strecke von Freiberg (Neckar) (bis 1945)     |
| Bahnhof mit S-Bahn-Halt | 23,568 000,000 | Bietigheim-Bissingen S 5                           | 220 m                                              |
| Abzweig geradeaus und nach rechts | | Frankenbahn nach Würzburg                          | Frankenbahn nach Würzburg                          |
| Brücke | 23,720 000,000 | B 27 (44 m)                                        | B 27 (44 m)                                        |
| Kilometer-Wechsel | 24.4+289.3,00024.6+60.90,000 | Kilometrierungssprung                              | Kilometrierungssprung                              |
| Strecke Anfang Hochstrecke | 24,843 000,000 | Bietigheimer Eisenbahnviadukt (287 m)              | Bietigheimer Eisenbahnviadukt (287 m)              |
| Strecke Ende Hochstrecke | 25,119 000,000 |                                                    |                                                    |
| Haltepunkt / Haltestelle | 25,400 000,000 | Bietigheim-Bissingen Ellental (seit 2003)          | Bietigheim-Bissingen Ellental (seit 2003)          |
| ehemaliger Haltepunkt / Haltestelle | 27,400 000,000 | Bietigheim-Metterzimmern (bis 1979)                | 224 m                                              |
| Bahnhof | 30,145 000,000 | Sachsenheim (ehemals Großsachsenheim)              | 232 m                                              |
| Haltepunkt / Haltestelle | 33,600 000,000 | Sersheim                                           | 235 m                                              |
| Kilometer-Wechsel | 34,108 134,108 | Sersheim Streckenwechsel 4800/4842                 | Sersheim Streckenwechsel 4800/4842                 |
| Verschwenkung von links (Strecke außer Betrieb) · Verschwenkung von rechts | | Neutrassierung wg. Schnellfahrstrecke              | Neutrassierung wg. Schnellfahrstrecke              |
| Abzweig geradeaus und von links (Strecke außer Betrieb) · Abzweig geradeaus und ehemals nach rechts | 134,741 | Sersheim Aischbach (Abzw)                          | 258 m                                              |
| Strecke (außer Betrieb) · Tunnelanfang | 136,833 | Nebenwegtunnel (Nord: 1067 m, Süd: 1102 m)         | Nebenwegtunnel (Nord: 1067 m, Süd: 1102 m)         |
| Strecke (außer Betrieb) · Tunnelende | 137,900 |                                                    |                                                    |
| Strecke (außer Betrieb) · Abzweig geradeaus und von links | | Schnellfahrstrecke von Stuttgart (niveaufrei)      | Schnellfahrstrecke von Stuttgart (niveaufrei)      |
| Bahnhof (Strecke außer Betrieb) · Strecke | 36,100 000,000 | Vaihingen (Enz) Nord                               | 242 m                                              |
| Strecke (außer Betrieb) · Bahnhof | 138,708 | Vaihingen (Enz)                                    | 249 m                                              |
| Abzweig geradeaus und nach links (Strecke außer Betrieb) · Kreuzung geradeaus oben (Querstrecke außer Betrieb) | 138,800 | Vaihinger Stadtbahn (bis 2002)                     | Vaihinger Stadtbahn (bis 2002)                     |
| Bahnhof (Strecke außer Betrieb) · Strecke | 38,900 000,000 | Ensingen                                           | Ensingen                                           |
| Kreuzung (Strecke geradeaus außer Betrieb) · Abzweig geradeaus und nach rechts | | Schnellfahrstrecke nach Mannheim (niveaufrei)      | Schnellfahrstrecke nach Mannheim (niveaufrei)      |
| Verschwenkung nach links (Strecke außer Betrieb) · Verschwenkung nach rechts | | Neutrassierung wg. Schnellfahrstrecke              | Neutrassierung wg. Schnellfahrstrecke              |
| Kilometer-Wechsel | 40,200 141,249 | Illingen Streckenwechsel 4842/4800                 | Illingen Streckenwechsel 4842/4800                 |
| Bahnhof | 41,047 000,000 | Illingen (Württ)                                   | 235 m                                              |
| Haltepunkt / Haltestelle | 45,400 000,000 | Mühlacker Rößlesweg (Bft; seit 2003)               | Mühlacker Rößlesweg (Bft; seit 2003)               |
| Bahnhof | 46,556 000,000 | Mühlacker                                          | 240 m                                              |
| Abzweig geradeaus und nach links | | nach Karlsruhe                                     | nach Karlsruhe                                     |
| Abzweig geradeaus und von links | | von Mühlacker Em Süd                               | von Mühlacker Em Süd                               |
| Dienststation / Betriebs- oder Güterbahnhof | 47,850 000,000 | Mühlacker Em Nord (Bft)                            | Mühlacker Em Nord (Bft)                            |
| Kilometer-Wechsel | 49.0+246.3,00049.2+19.20,000 | Kilometrierungssprung                              | Kilometrierungssprung                              |
| Haltepunkt / Haltestelle | 49,456 000,000 | Ötisheim                                           | 247 m                                              |
| Verschwenkung von links (Strecke außer Betrieb) · Verschwenkung von rechts | |                                                    |                                                    |
| Tunnel (Strecke außer Betrieb) · Strecke | 52,000 000,000 | Maulbronner Tunnel (auch: Eichelbergtunnel, 287 m) | Maulbronner Tunnel (auch: Eichelbergtunnel, 287 m) |
| Verschwenkung nach links (Strecke außer Betrieb) · Verschwenkung nach rechts | |                                                    |                                                    |
| Bahnhof | 52,595 000,000 | Maulbronn West                                     | 269 m                                              |
| Abzweig geradeaus und nach rechts | | nach Maulbronn                                     | nach Maulbronn                                     |
| Haltepunkt / Haltestelle | 55,850 000,000 | Ölbronn-Dürrn (seit 2003)                          | Ölbronn-Dürrn (seit 2003)                          |
| ehemaliger Haltepunkt / Haltestelle | 56,600 000,000 | Ölbronn                                            | Ölbronn                                            |
| Haltepunkt / Haltestelle | 57,050 000,000 | Knittlingen-Kleinvillars (seit 2004)               | Knittlingen-Kleinvillars (seit 2004)               |
| Haltepunkt / Haltestelle | 59,500 000,000 | Bretten-Ruit (seit 2002)                           | 204 m                                              |
| Brücke | 61,800 000,000 | B 294 (55 m)                                       | B 294 (55 m)                                       |
| ehemalige Grenze | 62,496 016,027 | ehemalige Grenze Württemberg / Baden               | ehemalige Grenze Württemberg / Baden               |
| Haltepunkt / Haltestelle | 15,763 | Bretten Rechberg (Bft; seit 2002)                  | Bretten Rechberg (Bft; seit 2002)                  |
| Abzweig geradeaus und von rechts | | Kraichgaubahn von Heilbronn S 4                    | Kraichgaubahn von Heilbronn S 4                    |
| Abzweig geradeaus und ehemals von rechts | | von Kürnbach (unvollendet)                         | von Kürnbach (unvollendet)                         |
| Bahnhof | 14,920 | Bretten                                            | 170 m                                              |
| Abzweig geradeaus und nach links | | Kraichgaubahn nach Karlsruhe S 4                   | Kraichgaubahn nach Karlsruhe S 4                   |
| Haltepunkt / Haltestelle | 13,420 | Diedelsheim (Bft; seit 1994)                       | Diedelsheim (Bft; seit 1994)                       |
| Haltepunkt / Haltestelle | 10,850 | Gondelsheim (Baden) (ehem. Bf)                     | 151 m                                              |
| Haltepunkt / Haltestelle | 10,173 | Gondelsheim Schloßstadion (seit 1994)              | Gondelsheim Schloßstadion (seit 1994)              |
| Haltepunkt / Haltestelle | 7,766 | Helmsheim                                          | 143 m                                              |
| Haltepunkt / Haltestelle | 5,961 | Heidelsheim (Hp Anst; ehem. Bf)                    | 135 m                                              |
| Haltepunkt / Haltestelle | 5,443 | Heidelsheim Nord (seit 1996)                       | Heidelsheim Nord (seit 1996)                       |
| Haltepunkt / Haltestelle | 2,271 | Bruchsal Schlachthof (seit 1994)                   | Bruchsal Schlachthof (seit 1994)                   |
| Tunnelanfang | 1,818 | Friedhofstunnel (120 m)                            | Friedhofstunnel (120 m)                            |
| Tunnelende | 1,698 |                                                    |                                                    |
| Haltepunkt / Haltestelle | 1,100 | Bruchsal Tunnelstraße (seit 1996)                  | Bruchsal Tunnelstraße (seit 1996)                  |
| Verschwenkung von links · Verschwenkung von rechts | 0,956 00,956 | Bruchsal Ost (Abzw; ehem. „Ruhstein“)              | 120 m                                              |
| Tunnelanfang · Strecke | 0,677 00,000 | Personenzug-Tunnel (424 m)                         | Personenzug-Tunnel (424 m)                         |
| Strecke (im Tunnel) · Tunnelanfang | 0,665 | Güterzug-Tunnel (780 m)                            | Güterzug-Tunnel (780 m)                            |
| Tunnelende · Strecke (im Tunnel) | 0,253 00,000 |                                                    |                                                    |
| Strecke · Tunnelende | −0,115 |                                                    |                                                    |
| Abzweig geradeaus und von links · Kreuzung geradeaus oben | −0,426 | Rheintalbahn von Karlsruhe S 3S 31S 32             | Rheintalbahn von Karlsruhe S 3S 31S 32             |
| Verschwenkung nach links · Verschwenkung nach rechts | |                                                    |                                                    |
| Bahnhof | −0,822 −2,059 | Bruchsal S 33S 4                                   | 114 m                                              |
| Abzweig geradeaus und nach links | | Bruhrainbahn nach Germersheim S 33                 | Bruhrainbahn nach Germersheim S 33                 |
| Strecke | | Rheintalbahn nach Heidelberg S 3S 4S 31S 32        | Rheintalbahn nach Heidelberg S 3S 4S 31S 32        |
| | |                                                    |                                                    |
| Quellen: | |                                                    |                                                    |

Planungsvarianten der Westbahn

Als Westbahn wird die 1853 eröffnete württembergische Eisenbahnstrecke von Bietigheim-Bissingen über Bretten nach Bruchsal bezeichnet. Sie stellte die erste Schienenverbindung zwischen den Staaten Württemberg und Baden her.
Früher ein wichtiges Bindeglied im nationalen wie internationalen Fernverkehr, hat sie diese Funktion seit der Inbetriebnahme der Schnellfahrstrecke Mannheim–Stuttgart weitgehend abgegeben und dient heute vorrangig dem Regional- und Güterverkehr zwischen Stuttgart, Karlsruhe, Mannheim und Heidelberg.
Die Strecke ist Teil des Kernnetzes der Transeuropäischen Verkehrsnetze. Die Bahnstrecke Stuttgart–Karlsruhe, die aus einem Teil dieser Strecke und der Bahnstrecke Karlsruhe–Mühlacker besteht, wird seit Ende 2010 von der Deutschen Bahn unter der Bezeichnung „Residenzbahn“ geführt. Dieser Name war das Ergebnis eines öffentlichen Wettbewerbs.

## Streckenverlauf
In Bietigheim-Bissingen zweigt die Westbahn von der Frankenbahn (Stuttgart–Heilbronn–Würzburg) in einer Linkskurve ab und überquert westwärts mit dem Bietigheimer Enzviadukt das hier etwa 30 Meter eingeschnittene Tal der Enz. Danach verläuft sie auf dem Hang oberhalb der Metter, bis sie durch den beim Bau der Schnellfahrstrecke erstellten Nebenwegtunnel den Bahnhof Vaihingen (Enz) erreicht. Der ursprüngliche Trassenverlauf hatte bei Kleinglattbach die flache Wasserscheide zum Einzugsgebiet der Enz in offener Bauweise passiert. Die heutige – neu angelegte – Verknüpfung mit der Schnellfahrstrecke im Bahnhof Vaihingen bei Illingen liegt an der Südabdachung des Schrecksteins zum Enztal hin. Von dort aus gelangt die Bahnstrecke weiter westwärts in einer Seitensenke nach Mühlacker. In Mühlacker, wo die Strecke nach Karlsruhe abzweigt, biegt die Westbahn nach Nordwesten in Richtung Maulbronn (das mit einer Stichstrecke in den Ort angebunden ist) ab. Dabei nutzt die Trasse flache Seitengräben bis zur Wasserscheide zwischen Enz und Salzach südlich von Maulbronn, um an der Südflanke des Salzachtals nach Bretten zu gelangen, wo sie die Kraichgaubahn kreuzt.
Durch das Tal der Saalbach läuft die Strecke von Bretten ab am Talboden zu ihrem Endpunkt in Bruchsal. Dessen Altstadt wird in einer südwärts gerichteten Schleife mit mehreren Tunnelbauten umgangen. Ein kürzerer Tunnel unterquert den Friedhof und nach zwei längeren Tunneln fädelt sie kreuzungsfrei in die Rheintalbahn ein, getrennt zum Personenbahnhof von Osten und zum Güterbahnhof von Westen.
Von Bietigheim-Bissingen bis Vaihingen verläuft die Westbahn innerhalb des Landkreises Ludwigsburg, von Illingen bis Kleinvillars durchquert sie den Enzkreis, der restliche Verlauf bis Bruchsal liegt im Landkreis Karlsruhe.

## Geschichte
Die Westbahn war die erste Verbindung zwischen dem badischen und dem württembergischen Eisenbahnnetz. Sie verknüpft die badische Hauptbahn in Bruchsal mit der württembergischen Nordbahn in Bietigheim. Die Westbahn war demnach ein wichtiges Element bei der Schaffung eines gesamtdeutschen Schienennetzes. Ihrem Bau waren jedoch jahrelange Auseinandersetzungen vorausgegangen, weil Baden und Württemberg unterschiedliche Interessen verfolgten.

### Verhandlungen zwischen Württemberg und Baden
Die Westbahn war ein württembergisches Projekt. Als Württemberg um 1835 mit der Planung seiner Hauptbahnen begann (siehe auch Geschichte der Eisenbahn in Württemberg), waren diese von Anfang an als zusammenhängendes Netz gedacht, das auch mit dem Ausland (Baden, Bayern, Schweiz) in Beziehung treten sollte. Die Westbahn sollte in diesem Zusammenhang den württembergischen Verkehrsbedürfnissen in Richtung Rhein Rechnung tragen, aber auch den Transitverkehr aus Westdeutschland und Frankreich in Richtung Bayern und Südosteuropa aufnehmen, der, wie man glaubte, die württembergischen Bahnen erst rentabel machen würde.
Baden hatte früher als Württemberg mit dem Bahnbau begonnen und seine Rheintalbahn zwischen 1840 und 1843 von Mannheim über Heidelberg, Bruchsal, Durlach nach Karlsruhe vorangetrieben, im späteren Verlauf bis Basel und Konstanz. Württembergs Wunsch, einen Anschluss an diese Strecke herzustellen, weckte in Baden einerseits die Furcht vor Konkurrenz im Verkehr mit der Bodenseeregion und der Schweiz, andererseits die Aussicht, am Ost-West-Verkehr teilhaben zu können. Uneinigkeit bestand lange Zeit über die Wahl des Anschlussbahnhofs und technischer Parameter wie der Spurweite.
Für die Trassenführung kamen im Wesentlichen drei Varianten in Betracht. Von Nord nach Süd geordnet waren dies:
1. von Heilbronn über den badischen kleinen Odenwald nach Wiesloch
2. von der württembergischen Nordbahn nördlich von Ludwigsburg abzweigend über Bretten nach Bruchsal
3. vom Württembergischen ins badische Pforzheim und von dort nach Durlach

Die erste Option wäre für Württemberg günstig gewesen, da sie den Transitverkehr über lange Strecken durchs eigene Netz geleitet hätte. Aus diesem Grund, und weil sie für den Verkehr von Westen nach Karlsruhe ungünstig war, lehnte Baden sie rundheraus ab. Sie spielte in den Verhandlungen somit keine ernsthafte Rolle.
Die zweite Option (im Folgenden Brettener Linie genannt) wurde von Württemberg verfochten, die dritte (Pforzheimer Linie) von Baden. Baden gedachte damit, seiner wichtigen Industriestadt Pforzheim einen Bahnanschluss zu verschaffen und außerdem, den Transitverkehr möglichst lange auf der Rheintalbahn zu halten. Für diese Strecke wäre prinzipiell auch eine Streckenführung über Zuffenhausen, Ditzingen und Friolzheim in Frage gekommen, diese wurde württembergischerseits zwar projektiert, aber nicht für bauwürdig erachtet. Die nachfolgenden Untersuchungen dieser Option konzentrierten sich auf eine Linienführung von Pforzheim durchs Enztal mit Grenzübergang bei Mühlacker.
Erste Erörterungen zwischen den beiden Staaten führten Ende der 1830er Jahre zur Untersuchung der Pforzheimer Linie durch eine gemeinsame Kommission, als deren Ergebnis diese Streckenführung von badischer Seite für geeignet, von württembergischer für ungeeignet befunden wurde. 1842 bat Württemberg um eine Untersuchung auch der Brettener Linie.
In Anbetracht der Uneinigkeit legte das württembergische Eisenbahngesetz von 1843, das den Bau der Hauptbahnen befahl, zunächst nur fest, dass ein Anschluss ans badische Netz geschaffen werden solle, aber nicht, auf welchem Weg dies zu geschehen habe.
Die Untersuchung der Brettener Linie erfolgte 1844, wobei die beiderseitige Kommission dieser technische Vorzüge gegenüber der Pforzheimer Linie einräumte. Baden bestand jedoch weiter auf letzterer und versuchte als einziger deutscher Staat, der sein Eisenbahnnetz in Breitspur erbaute, darüber hinaus, Württemberg zur Verwendung der 1600 mm-Spur zu verpflichten. Württemberg hatte sich jedoch für sein Netz bereits zugunsten der Normalspur entschieden.
Die württembergische Ständeversammlung war geneigt, dem badischen Bestreben nach der Pforzheimer Linie nachzugeben, aber nur unter der Bedingung, dass zugleich die Heilbronn–Wieslocher Linie gebaut werden sollte. Diesem Vorhaben war wegen der zuvor genannten badischen Ablehnung der letzteren jedoch kein Erfolg beschieden.
Da eine Einigung zunächst gescheitert war, bestanden Bestrebungen, die jeweils andere Seite vor vollendete Tatsachen zu stellen. Die württembergische Regierung fasste den Entschluss, eine Bahn bis zur Grenze kurz vor Bretten zu bauen, erhielt von den Ständen jedoch nicht das erforderliche Geld. Der badische Landtag regte an, einer Privatgesellschaft die Konzession für eine Bahn Durlach–Pforzheim zu gewähren, fand jedoch keinen Unternehmer dafür.
Durch die Märzrevolution 1848/49, die insbesondere Baden in Mitleidenschaft zog, ruhte die Westbahnfrage dann zunächst. Als man 1850 weiterverhandelte, hatte Württemberg durch seine inzwischen fertiggestellten übrigen Hauptbahnen (von Heilbronn über Stuttgart nach Ulm und zum Bodensee) seine Verhandlungsposition gestärkt, während Badens Finanzlage durch die vorangegangenen Ereignisse angespannt war. So nahm Baden das Angebot Württembergs an, die gesamte Strecke auf eigene Kosten zu bauen und zu betreiben, und gab in den Fragen der Streckenführung und Spurweite nach.

### Planung und Bau
Am 4. Dezember 1850 wurde der Staatsvertrag über den Bau der Westbahn abgeschlossen. Die Streckenführung sollte eine spätere Abzweigung in Richtung Pforzheim berücksichtigen. Die Bahn wurde daraufhin unter Leitung von Karl Etzel gebaut, und zwar in der Normalspur von 1435 Millimeter, die sich bereits in den meisten europäischen Ländern durchgesetzt hatte. Die Kosten bezifferten sich auf insgesamt 11.370.000 Mark, womit sie pro Kilometer die teuerste innerhalb von Württemberg war.
Größere Schwierigkeiten bereitete die Trassenführung auf württembergischer Seite, insbesondere die Überquerung der tief eingeschnittenen Enz. Erste Planungen sahen vor, den Fluss weiter westlich durch das sanft abfallende Tal des Leudelsbachs bei Markgröningen zu erreichen und nach dessen Mündung in die Enz deren Tal bis Vaihingen zu folgen. Der Gutachter Vignoles riet hingegen, in Tamm von der Nordbahn abzuzweigen und ein großes Viadukt bei der Bissinger Sägmühle zu bauen, um Kleinglattbach und Illingen auf geradem Weg zu erreichen. Diese Trassierungen hatten den Vorteil, dass sie relativ direkt waren. Nachteilig am Tammer Abzweig war die hohe und lange Brücke, die das hier breitere Enztal erfordert hätte.

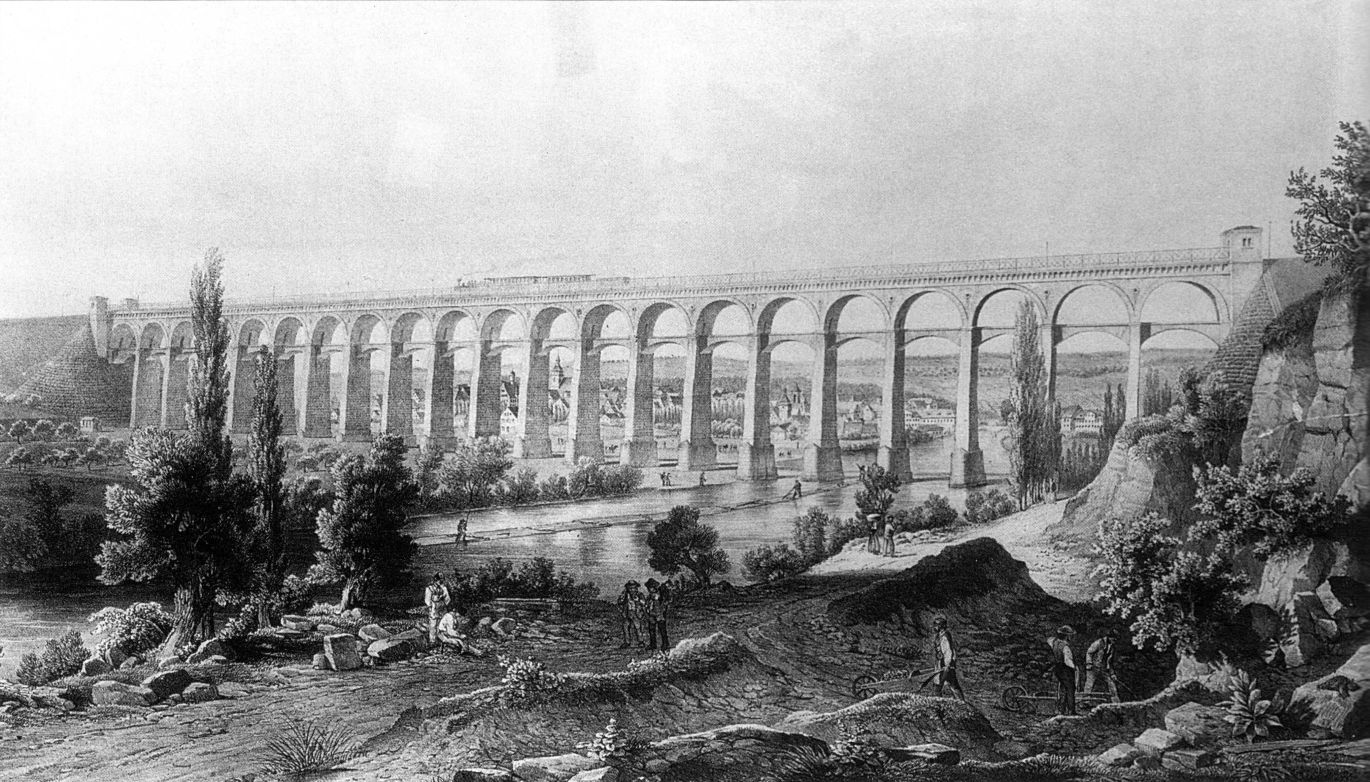
Ansicht des Bietigheimer Eisenbahnviaduktes von ca. 1855

Karl Etzel brachte 1845 den weiter nördlich gelegenen Abzweig bei Bietigheim ins Spiel, da hier das Enztal am engsten war und daher eine kürzere und niedrigere Brücke anfiel als bei der Bissinger Sägmühle. Obwohl sich die Strecke verlängerte, sollte so eine Kostenersparnis erzielt werden. Ungeachtet der topographisch günstigeren Lösung durch das Leudelsbachtal ignorierte Etzel entsprechenden Protest der Stadt Markgröningen und setzte sich mit seinen kostspieligen Vorstellungen zugunsten Bietigheims durch. So entstand das Bietigheimer Enzviadukt, das mit einer Länge von 287 Metern und einer Höhe von 26 Metern das größte Kunstbauwerk entlang der Strecke war und dessen Konstruktion sich als sehr aufwendig erwies. Man entschied sich schließlich dafür, als Material Stein und halbkreisförmige Traggewölbe als Stütze zu verwenden. Am 13. August 1853 wurde es mit einer großen Feier eingeweiht.
Im weiteren Verlauf wäre eine Streckenführung durch das Mettertal auf Zaisersweiher und Knittlingen zu am günstigsten gewesen. Mit Rücksicht auf die badischen Interessen in Bezug auf Pforzheim wurde die Trasse jedoch auf den Hang zwischen Metter- und Enztal gelegt und der Abzweig nach Norden erst beim Weiler Mühlacker eingelegt, wo auch der spätere Anschluss nach Pforzheim vorgesehen war. Zwischen Ötisheim und Maulbronn wurde mit dem am 17. November 1852 durchstoßenen Maulbronner Tunnel die Wasserscheide zwischen Enz und Rhein unterquert.
Auf badischer Seite war der Verlauf zwischen Bretten und Bruchsal durch das Tal der Saalbach weitgehend vorgegeben. Bei Heidelsheim gab es während der Bauarbeiten an einem Einschnitt größere Probleme, da das dortige Lössgebilde aufgrund seines Feuchtigkeitsgehalts instabil war. Das Problem löste man, indem man das im Löss enthaltene Wasser in die nahe gelegene Saalbach ableitete. Dazu benutzte man ein Verfahren, das zuvor noch nie angewandt worden war und später bei vielen anderen Bahnbauten kopiert wurde.
In Bruchsal war die Streckenführung umstritten, da die im Ausgang des Saalbachtals gelegene Altstadt dem direkten Weg zum badischen Bahnhof im Weg stand und zu ihrer Umgehung ein Tunnel unter dem Friedhof gebaut werden musste. Die Stadt Bruchsal sperrte sich aber gegen einen Streckenverlauf in Friedhofsnähe, da sie eine Störung der Totenruhe fürchtete. Daraufhin schlug Württemberg zunächst einen separaten württembergischen Endbahnhof im Saalbachtal vor, was Baukosten für die Tunnelstrecke in Höhe von 200.000 Gulden vermieden hätte. Personen und Güter hätten dann mittels Pferdefuhrwerken durch die Stadt zum badischen Bahnhof transportiert werden müssen. Letztendlich gestattete die Stadt doch noch den Bau des 120 Meter langen Friedhofstunnels.

### 1853–1920: Entwicklung unter den württembergischen und badischen Staatsbahnen

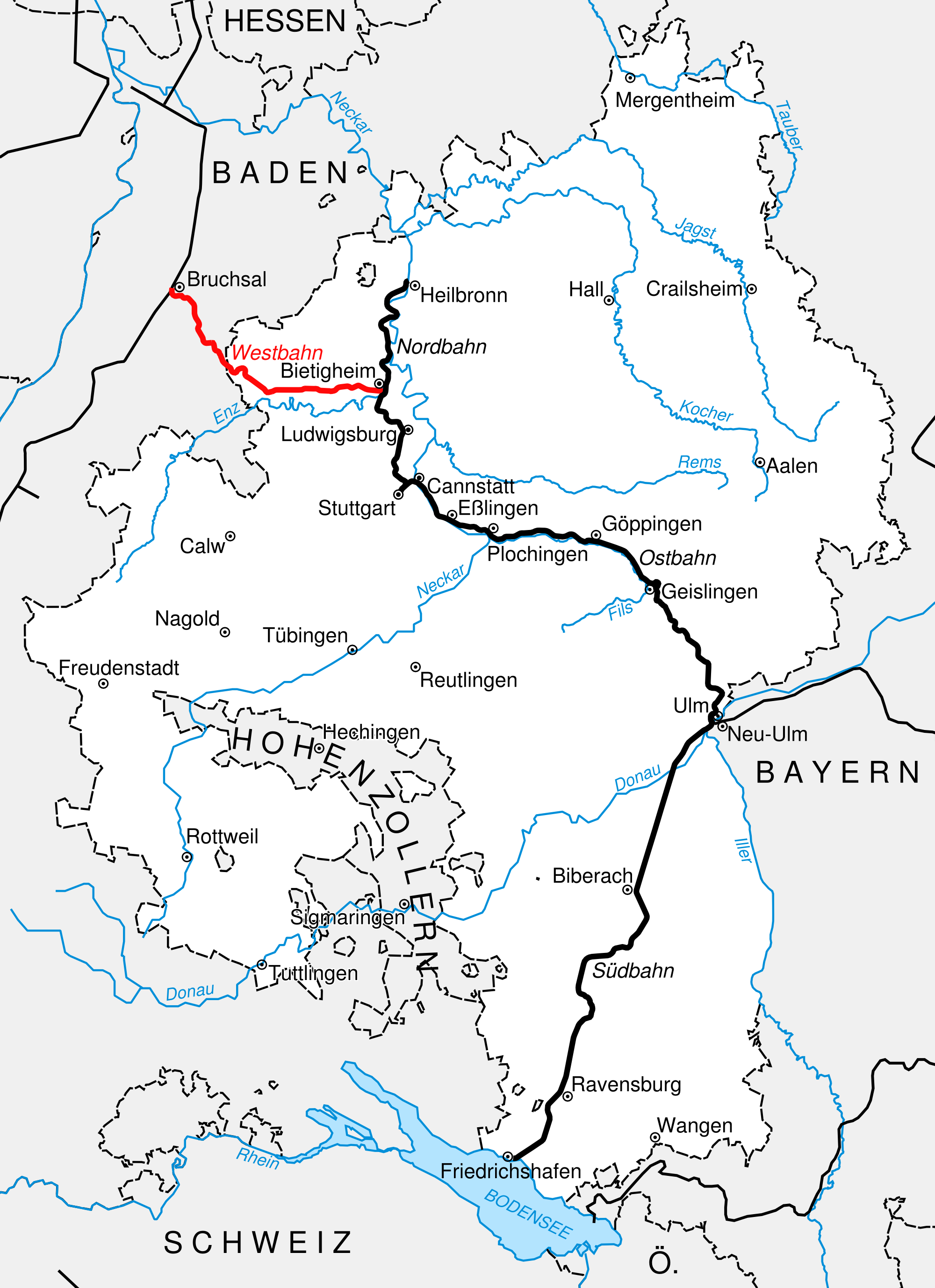
Verlauf der Westbahn in Württemberg 1854

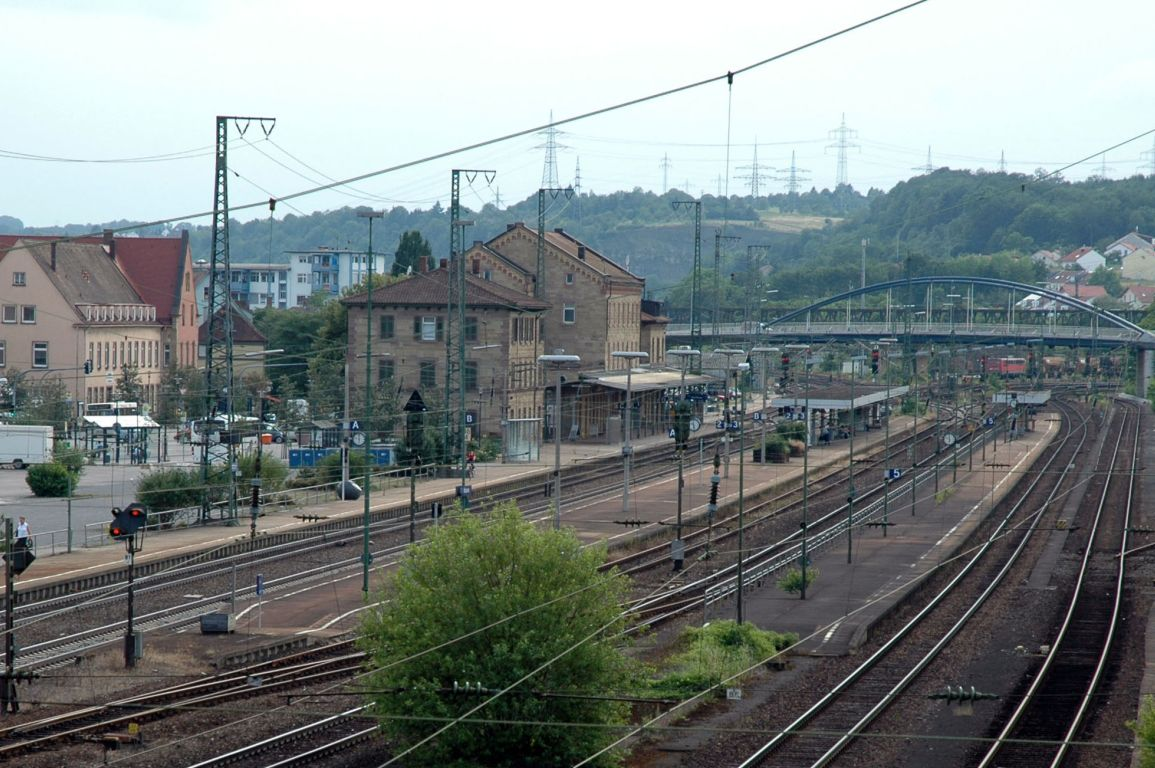
Anlagen des ehemaligen Grenzbahnhofs Mühlacker (Juni 2006)

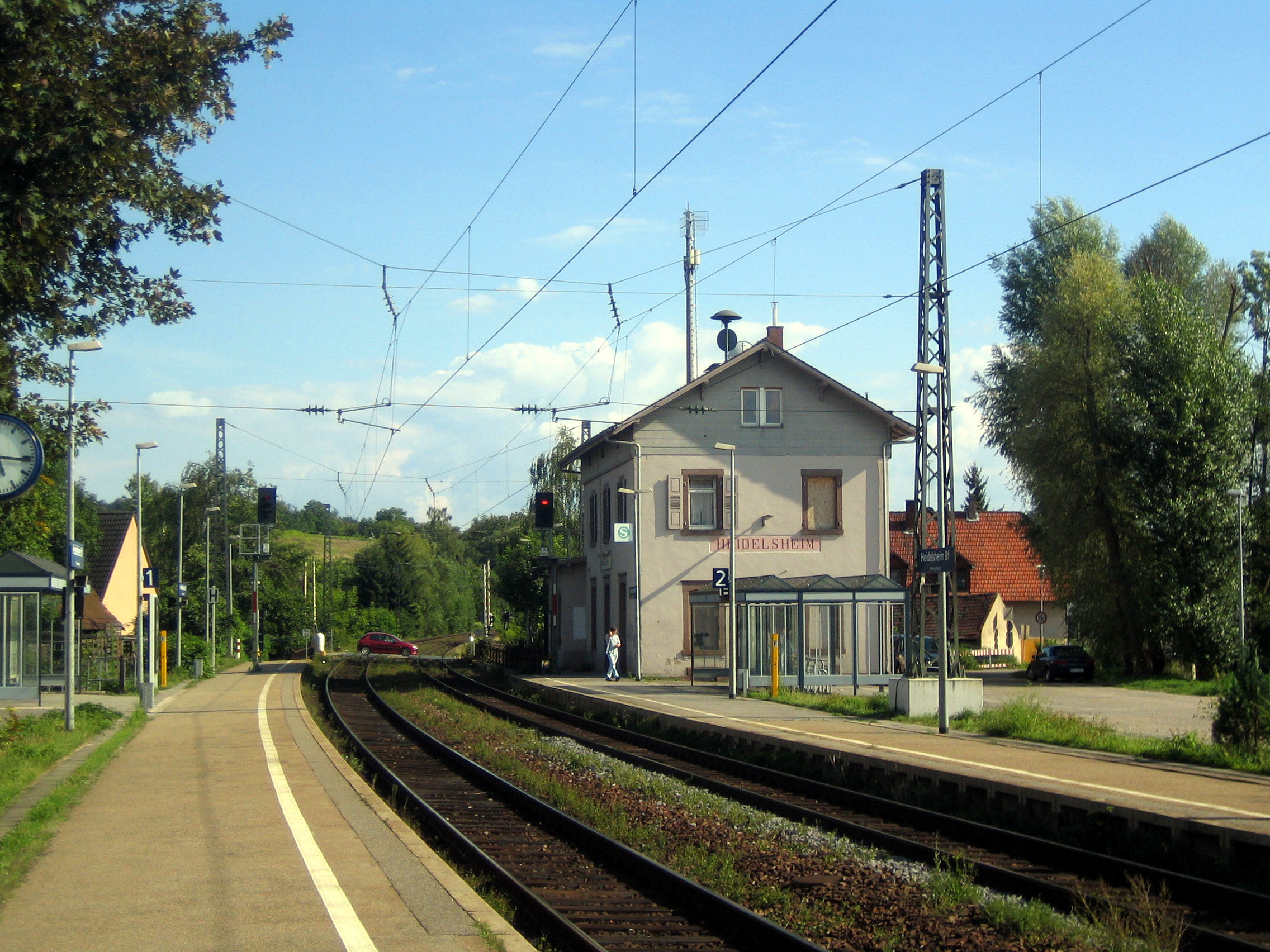
Empfangsgebäude von Heidelsheim (Aug. 2006)

Am 1. Oktober 1853 ging die Westbahn in Betrieb, die Eröffnungsfahrt hatte bereits am 20. September stattgefunden. Die Bahn wurde gemäß dem Staatsvertrag von 1850 auf voller Länge, also auch auf badischem Gebiet, von den Königlich Württembergischen Staats-Eisenbahnen betrieben. In Bruchsal gab es für die Westbahn anfangs einen eigenen, normalspurigen „Württemberger Bahnhof“, der sich östlich des ersten „Badischen Bahnhofs“ befand. Erst nachdem Baden 1854/55 auf Normalspur umgestellt hatte, konnten die Schienen der beiden Bruchsaler Bahnhöfe miteinander verknüpft werden.
Die von Baden ursprünglich gewollte Strecke Durlach–Pforzheim–Mühlacker wurde 1863 in Betrieb genommen, wobei Mühlacker Grenzbahnhof wurde. In Verbindung mit dem Abschnitt Mühlacker–Bietigheim ergab sich so eine direktere Verbindung zwischen Karlsruhe und Stuttgart, die ebenfalls Bedeutung im Fernverkehr gewann.
Baden hatte sich im Vertrag von 1850 das Recht einräumen lassen, die Strecke auf seinem Gebiet zurückzukaufen. Dieses Recht machte es 1873 geltend, als die Planungen zur Kraichgaubahn liefen. Diese sollte die Westbahn bei Bretten kreuzen, die Kreuzung einer badischen über eine württembergische Bahn war aber nicht gewünscht. Die Verhandlungen über den Rückkauf zogen sich bis 1878 hin, da Württemberg die rentable Bahn nur ungern abtrat und es Differenzen über den Rückkaufswert der Bahn gab. Mit dem Bau der Kraichgaubahn wurde auch der Bahnhof Bretten, der sich bisher in unmittelbarer Nähe zur Stadtmitte befunden hatte, an den südwestlichen Stadtrand verlegt. Ab dem 15. Oktober 1879 reichte der württembergische Anteil der Westbahn nur noch bis Bretten, und die Badischen Staatseisenbahnen übernahmen die Anlagen und den Betrieb von Bretten bis Bruchsal. Den Angestellten der K.W.St.E. wurde freigestellt, zu den Badischen Staatseisenbahnen zu wechseln oder sich auf württembergisches Gebiet versetzen zu lassen.
In den Jahren 1859–1862 war zunächst nur der Abschnitt Bietigheim–Mühlacker zweigleisig ausgebaut worden. Der zweigleisige Ausbau des Abschnitts Bruchsal–Bretten erfolgte erst 1888 unter badischer Regie, und 1890 komplettierte Württemberg den Ausbau zwischen Mühlacker und Bretten.
Bahnhöfe existierten entlang der Strecke zunächst in Mühlacker, Maulbronn und Bretten. Haltepunkte gab es in Großsachsenheim (heute: Sachsenheim), Sersheim (ab 1863 Sersheim-Vaihingen bzw. Vaihingen-Sersheim genannt), Illingen, Gondelsheim und Heidelsheim. Später erhielten auch die im Einzugsgebiet der Westbahn liegenden Orte Ruit, Ölbronn (1891), Ötisheim (1890), Ensingen (1900), Helmsheim (1909), Metterzimmern (1912) Haltestellen. Im Zuge der 1904 eröffneten Vaihinger Stadtbahn erhielt der Bahnhof Sersheim-Vaihingen, der der Ausgangspunkt der Stadtbahn war, 1906 den Namen Vaihingen (Enz) Staatsbahnhof (ab 1923 Vaihingen (Enz) Reichsbahnhof, ab 1950 Vaihingen (Enz) Nord). Sersheim selbst hatte bereits 1905 einen ortsnahen Haltepunkt erhalten.
Zwischen 1890 und 1914 wurde der Bruchsaler Bahnhof, der sich in der Zwischenzeit zu einem Drehkreuz im Eisenbahnverkehr entwickelt hatte, umfangreichen Umbauten unterzogen. Der enge und rund 10 ‰ steile Gleisbogen zwischen Bahnhof und Friedhofstunnel hatte sich im Laufe der Zeit durch die schwerer gewordenen Züge zu einem Hindernis entwickelt. Dieses wird seit dem 3. Dezember 1898 durch eine stärker ausgreifende Einmündungskurve mit dem 424 Meter langen Personenzug-Tunnel unterhalb des Ruhsteins umfahren. Des Weiteren wurde 1903–1906 eine Güterumgehungsbahn gebaut. Diese führte vom Güterbahnhof, der sich auf der Westseite des Bruchsaler Bahnhofs befand, auf einer Brücke über die Gleise der Karlsruher Strecke, dann durch den 780 Meter langen Güterzug-Tunnel, um am Abzweig Ruhstein in die Westbahn zu münden. Diese Umgehung war durch den verstärkten, von Westen auf der Bruhrainbahn ankommenden Güterverkehr notwendig geworden, der andernfalls stets die Gleise nach Karlsruhe hätte kreuzen müssen. Sie wurde am 29. Januar 1906 in Betrieb genommen.
1904 wurde die Vaihinger Stadtbahn als Abzweig von der Westbahn gebaut. Diese bediente die Stadt Vaihingen an der Enz, die durch die Trassenführung auf der Höhe zwischen Metter und Enz nicht hinreichend angebunden war. Bis 1928 wurden einige Züge der Stadtbahn auch nach Bietigheim durchgebunden. 1914 wurde die Stichstrecke nach Maulbronn Stadt eingerichtet, die die Stadt Maulbronn mit dem drei Kilometer außerhalb liegenden Bahnhof verband.
Die Westbahn zusammen mit der Durlach-Mühlacker-Strecke hatte nicht nur regionale, sondern nationale und internationale Bedeutung. 1914, vor Beginn des Ersten Weltkriegs, verkehrten auf den Abschnitten Bruchsal–Mühlacker–Bietigheim täglich neun Fernverkehrszüge und stellten Verbindungen zwischen Westdeutschland und den Niederlanden einerseits und Bayern und Österreich andererseits her. Zwischen Karlsruhe–Mühlacker–Bietigheim waren es sogar 13 Fernverkehrsverbindungen, darunter die Relation Paris–Wien und der Orient-Express.

### 1920–1945: Entwicklung unter der Deutschen Reichsbahn

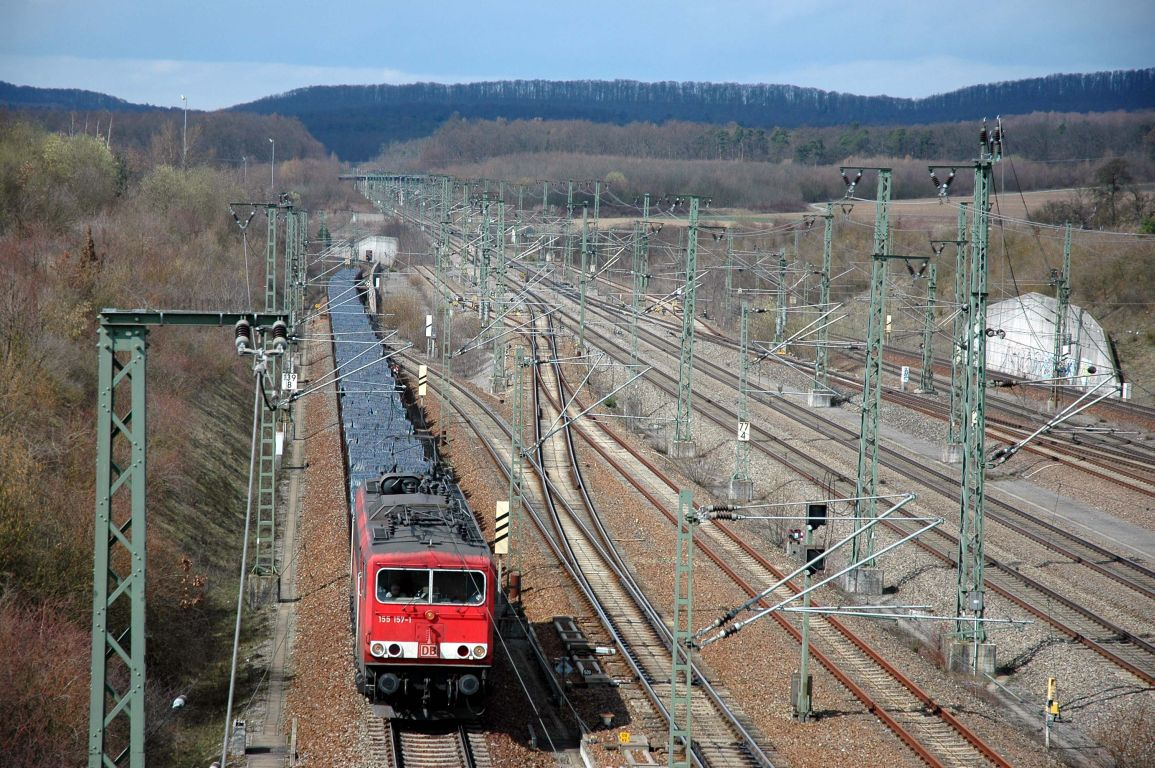
Güterzug in Richtung Stuttgart bei der Einfahrt in den neuen Bahnhof Vaihingen (Enz), rechts die Schnellfahrstrecke

Am 1. April 1920 ging die Westbahn in das Eigentum der neu gegründeten Deutschen Reichsbahn über, wobei die Westbahn den Reichsbahndirektionen Stuttgart beziehungsweise Karlsruhe unterstellt wurde.
Der Wegfall der Ländergrenzen wirkte sich insbesondere auf den Güterverkehr positiv aus. Daher nahm der Ferngüterverkehr auf der Strecke immer mehr zu, sowohl in Richtung Heidelberg als auch über Pforzheim in Richtung Karlsruhe. Im Zuge des Zweiten Weltkriegs spielte insbesondere der Transport von Kohle, der von der Saar über die Westbahn nach Süddeutschland und weiter nach Österreich verlief, eine wichtige Rolle.
1941 wurde in Mühlacker die Mühlacker Kurve als Verbindungskurve zwischen der von Bretten kommenden Westbahn und der Strecke nach Pforzheim geschaffen.
Die Bahnanlagen der Strecke blieben bis zum Herbst des Jahres 1944 von den Kampfhandlungen des Zweiten Weltkriegs weitgehend unbeeinträchtigt. Danach häuften sich Bomben- und Tieffliegerangriffe auf Bahnhöfe und Züge immer mehr, wobei es zahlreiche Tote und Verletzte sowie Sachschäden gab. Wiederholt mussten Teile der Strecke kurzzeitig gesperrt werden. Am 1. März 1945 schließlich wurde Bruchsal Ziel eines verheerenden Bombenangriffs, bei dem auch die Bahnanlagen zerstört und die Tunnel beschädigt wurden. Das Bietigheimer Viadukt wurde mehrfach von Bomben getroffen, bevor am 8. April deutsche Truppen mehrere seiner Pfeiler sprengten.

### Entwicklung von 1945 bis 1990
Infolge der Kriegsereignisse lag der Verkehr auf der Westbahn bei Kriegsende still. Da auch die amerikanischen Besatzungstruppen ein Interesse an der Wiederherstellung der Strecke hatten, wurde diese schnell in Angriff genommen. Nach Aufräumarbeiten in Bruchsal und dem Bau einer Behelfsbrücke bei Bietigheim war die Strecke nach Stuttgart ab Juni 1945 wieder befahrbar, die vollständige Reparatur des Viadukts dauerte noch bis 1949 an.
Von 1945 bis 1952 unterstand die Westbahn auf ganzer Länge der Reichs- beziehungsweise Eisenbahndirektion Stuttgart, danach war die Zuständigkeit wieder zwischen Karlsruhe und Stuttgart aufgeteilt. Unter Regie der Deutschen Bundesbahn wurde zum 7. Oktober 1951 der Abschnitt Mühlacker–Bietigheim elektrifiziert und in den Stuttgarter Vorortverkehr integriert. Zum 23. Mai 1954 folgte der Abschnitt Mühlacker–Bruchsal, dazu wurde in Mühlacker ein Umspannwerk errichtet. Zur Umgehung des Maulbronner Tunnels entstand von Oktober 1952 bis August 1953 ein 60 Meter westlich gelegener, 30 Meter tiefer Einschnitt, da der Tunnel nicht mit vertretbarem Aufwand auf einen Betrieb mit Oberleitung umgerüstet werden konnte. Nach Inbetriebnahme des Einschnitts am 12. Dezember 1953 diente der Tunnel lange Zeit als Weinlager. Durch die Elektrifizierung der Strecke konnte auf den bis dahin notwendigen Einsatz von Schiebelokomotiven im steigungsreichen Abschnitt zwischen Bruchsal und Mühlacker verzichtet werden.
Nach dem Wiederaufbau verdichtete sich der Fernverkehr noch weiter, jetzt auch mit der Relation Hamburg–Lindau/München. Mit der Einführung des InterCity-Netzes 1971 wurde der Zwei-Stunden-Takt zwischen Heidelberg und Stuttgart eingeführt, der 1979 auf einen Ein-Stunden-Takt verdichtet wurde. Zur Entlastung der Strecke vom Nahverkehr wurden die schwächer frequentierten Haltepunkte in Metterzimmern, Ensingen, Maulbronn-West, Ölbronn und Ruit aufgehoben.

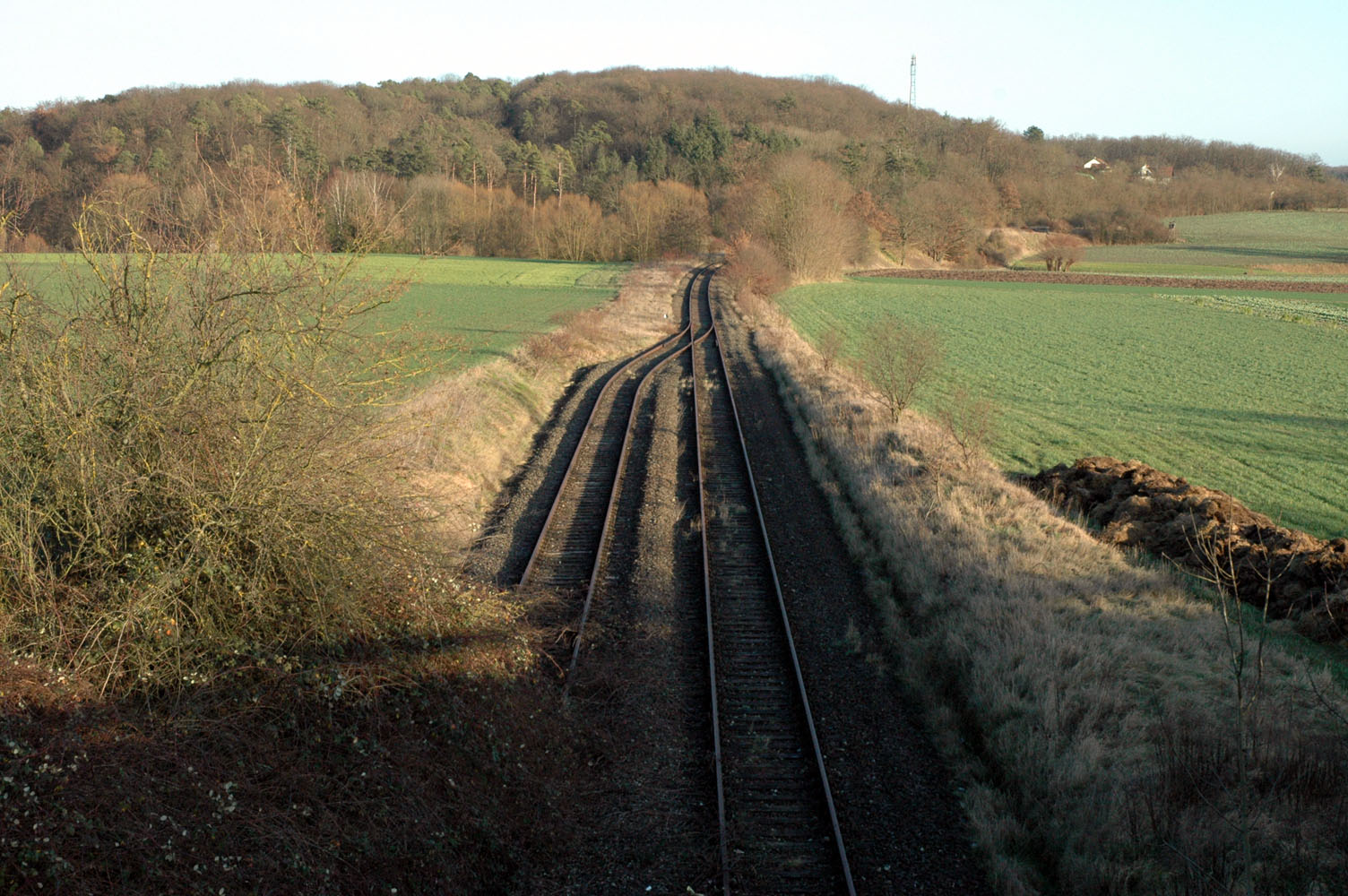
1990 aufgegebene Trasse bei Vaihingen-Ensingen, Zustand Januar 2007

### 1991: Eröffnung der Schnellfahrstrecke Mannheim–Stuttgart

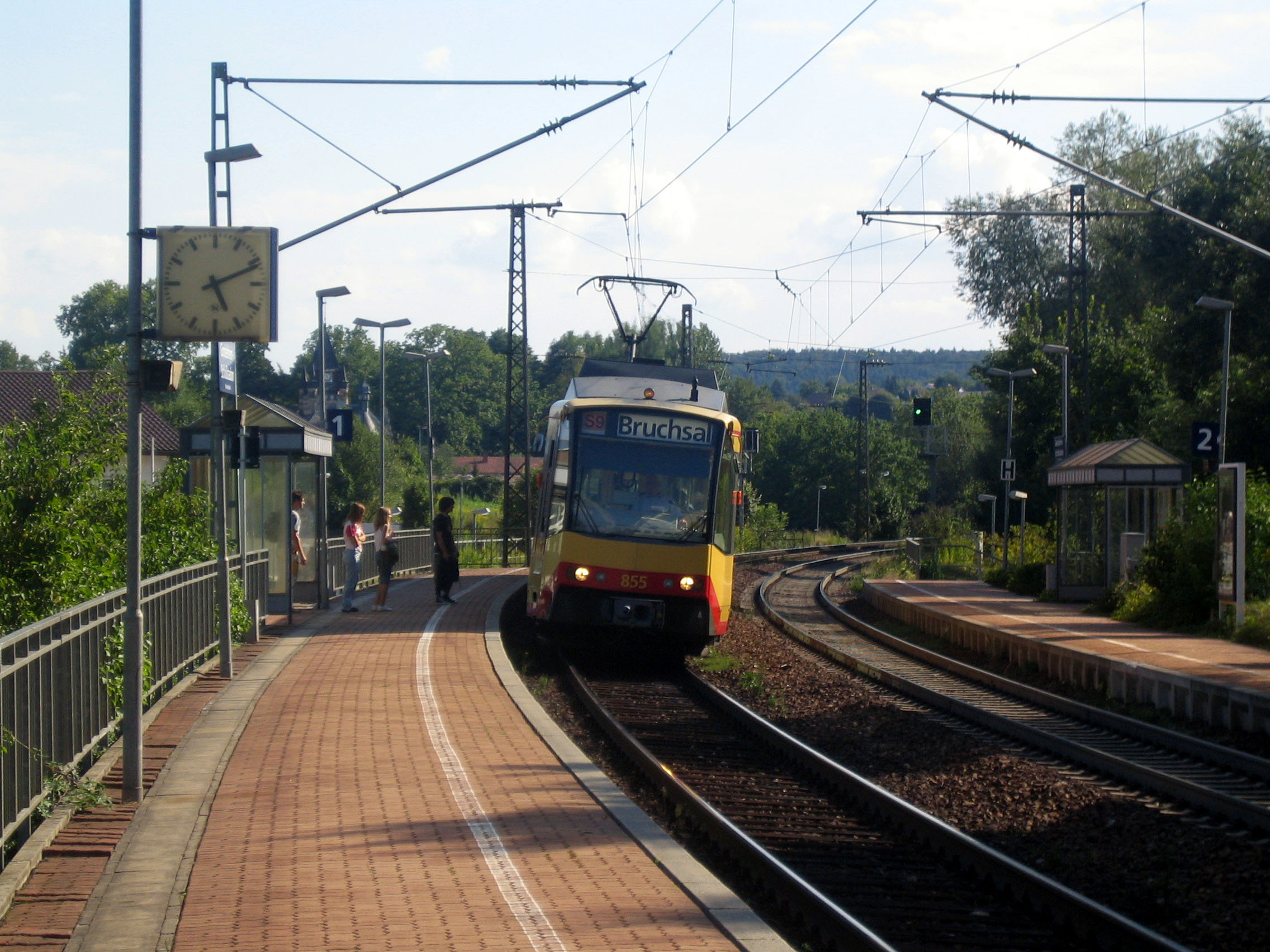
Stadtbahn der Linie S9 am neuen Haltepunkt Gondelsheim Schloßstadion (Aug. 2006)

Um die Westbahn im Fernverkehr zu entlasten, plante die Deutsche Bundesbahn ab Ende der 1960er Jahre eine Hochgeschwindigkeitsstrecke zwischen Mannheim und Stuttgart. Diese Strecke, deren Bau sich bis 1991 hinzog, sollte in Vaihingen mit der Westbahnstrecke verknüpft werden. Da dies im bestehenden Bahnhof Vaihingen (Enz) Nord zu umständlich war und dessen Entfernung von der Stadt schon immer Anlass zur Klage gegeben hatte, wurde die Streckenführung der Westbahn auf einer Länge von sieben Kilometern geändert. Führte diese zuvor auf geradem Weg von Sersheim über Kleinglattbach nach Illingen, beschreibt sie nun einen nach Süden gerichteten Bogen und durchquert den Nebenwegtunnel, um an dem völlig neu errichteten, stadtnäheren Bahnhof Vaihingen (Enz) zu halten. Dort werden die Gleise der Westbahn zu beiden Seiten der in Nordwest-Südost-Richtung verlaufenden Schnellfahrstrecke geführt, mit ihnen in beiden Bahnhofsköpfen verknüpft und vor Illingen wieder auf ihre alte Trasse geleitet (siehe auch die Skizze im Abschnitt Betrieb). Der neue Abschnitt wurde am 30. September 1990 in Betrieb genommen und der Abschnitt Illingen–Vaihingen (Enz) Nord gleichzeitig stillgelegt. Die Schnellfahrstrecke wurde im Jahr darauf eröffnet.
Die Bundesbahn verlegte daraufhin fast alle Fernverkehrsverbindungen, die zuvor über Bruchsal und Bietigheim gelaufen waren, auf die Schnellfahrstrecke. Dadurch ging die Bedeutung der Westbahn für den Reiseverkehr stark zurück, sie dient fast nur noch dem Regional- und Güterverkehr. Der ab 2001 eingeführte IRE (seit Ende 2024: RE) zwischen Karlsruhe und Stuttgart benutzt ab Vaihingen (Enz) die Schnellfahrstrecke, ebenso Teile des Güterverkehrs, so dass zum 1. Oktober 1993 das zweite Gleis der Güterumgehungsbahn Bruchsal stillgelegt wurde. Der Umbau der Bahn bei Vaihingen hatte Rückwirkungen auf die Vaihinger Stadtbahn, so dass sie ihren Betrieb 2002 einstellte. Damit wurde auch der Güterverkehr auf dem Streckenabschnitt von Vaihingen (Enz) Nord bis Sersheim am 15. August 2003 eingestellt und dieser Abschnitt zum 19. November 2004 stillgelegt.

### Stadtbahnbetrieb der AVG ab 1994
Um den Nahverkehr, der vor allem zwischen Bruchsal und Mühlacker an Bedeutung eingebüßt hatte, attraktiver zu machen, beschloss die Albtal-Verkehrs-Gesellschaft (AVG), die Karlsruher Stadtbahn, die seit 1992 bis nach Bretten führte, auf das Netz der Westbahn auszudehnen. Aufgrund des großen Erfolges dieser Zweisystembahnen wurde die Strecke schließlich ab 1994 in das Stadtbahnnetz einbezogen, was mit einer bedeutenden Belebung der Strecke im Nahverkehr einherging.
Als erstes ging am 29. Mai 1994 die Linie S9 zwischen Bretten und Bruchsal in Betrieb. Bis 1996 folgte allein in diesem Abschnitt die Einrichtung fünf neuer Haltepunkte. Bereits seit 1997 fuhren einzelne Züge der S9 weiter bis Mühlacker, ab dem 30. Mai 1999 wurde Mühlacker dann im Regelbetrieb bedient. Seitdem wurden auf diesem Abschnitt drei neue Haltepunkte errichtet und die Stationen Maulbronn West und Bretten-Ruit reaktiviert. Die Regional-Express-Züge verkehren nach Inbetriebnahme der Schnellfahrstrecke Mannheim–Stuttgart zwischen Mühlacker und Bietigheim-Bissingen im Stundentakt mit Halt an allen Haltepunkten.
Ebenfalls am 30. Mai 1999 verlängerte die AVG die Linie S5, die zuvor in Pforzheim endete, nach Mühlacker und weiter auf der Westbahn bis Bietigheim-Bissingen, womit von den Unterwegsbahnhöfen eine umsteigefreie Verbindung zur Karlsruher Innenstadt bestand. In diesem Abschnitt wurden seither zwei neue Haltestellen (Mühlacker Rößlesweg und Ellental) eingerichtet, an denen auch die Regional-Express-Züge der DB hielten.
Ab Mai 2008 wurde der Abschnitt Bruchsal–Bretten–Mühlacker wegen umfangreicher Erneuerungsarbeiten an Schienen, Schwellen und Oberleitung für sechs Monate vollständig gesperrt. Bei laufendem Betrieb hätten die Arbeiten nach Ansicht der Bahn zu lange gedauert und zu starke Einschränkungen für die Reisenden hervorgerufen. Während der Sperrung gab es bis Oktober einen Schienenersatzverkehr mit Bussen sowie die Möglichkeit über Karlsruhe-Durlach (mit Umsteigen) zu fahren, da die RE-Linie Stuttgart–Heidelberg nicht fuhr.
Seit dem Fahrplanwechsel im Juni 2019 verkehrt die Linie S5 von Karlsruhe kommend nur noch bis Pforzheim und befährt die Westbahn damit nicht mehr. Die neu eingeführte Regionalbahnlinie RB 17, heute Metropolexpress-Linie MEX 17, bedient alle Stationen zwischen Bietigheim-Bissingen und Pforzheim.

### Ausblick
Der östliche Teil der Strecke sollte in den Digitalen Knoten Stuttgart integriert und dabei mit Digitalen Stellwerken, ETCS und automatisiertem Fahrbetrieb ausgerüstet werden. Die Planung dieses Bereichs (Baustein 3, Planbereich 3) wurde 2024 aus finanziellen Gründen zurückgestellt.
Langfristig wird erwogen, die Linie S5 der S-Bahn Stuttgart von Bietigheim-Bissingen bis nach Vaihingen oder Mühlacker zu verlängern.
Im Juni 2022 wurde die Planung für die Verlängerung (220 m) und Erhöhung (76 cm) der Bahnsteige in Sersheim ausgeschrieben. Diese soll bis 2026 umgesetzt werden.

## Auswirkungen des Bahnbaus
Als die Westbahn gebaut wurde, war ihre Streckenführung das Resultat zweier Kompromisse: Um die Enz günstig zu überqueren, wurde der Abzweig von der Stuttgart–Heilbronner Bahn erst in Bietigheim eingelegt. Um auf die badischen Interessen in Bezug auf Pforzheim Rücksicht zu nehmen, verlief die Bahn von dort nicht auf dem direkten Wege nach Bretten, sondern über Mühlacker. Als Folge muss noch heute der Regionalverkehr zwischen Heidelberg und Stuttgart die zwei Ausbiegungen über Mühlacker und Bietigheim mitmachen, und auch der Verkehr zwischen Karlsruhe und Stuttgart wird zum Umweg über Bietigheim gezwungen.
Trotz dieser Nachteile entwickelte sich die Strecke erfolgreich und nahm bis 1990 einen großen Teil des Fernverkehrs zwischen Stuttgart und Bayern einerseits und dem Westen Deutschlands andererseits auf. Der Streckenbau trug außerdem wesentlich zum Aufstieg von Bietigheim(-Bissingen), Mühlacker und Bretten bei, während Maulbronn und Markgröningen ins Abseits gerieten.

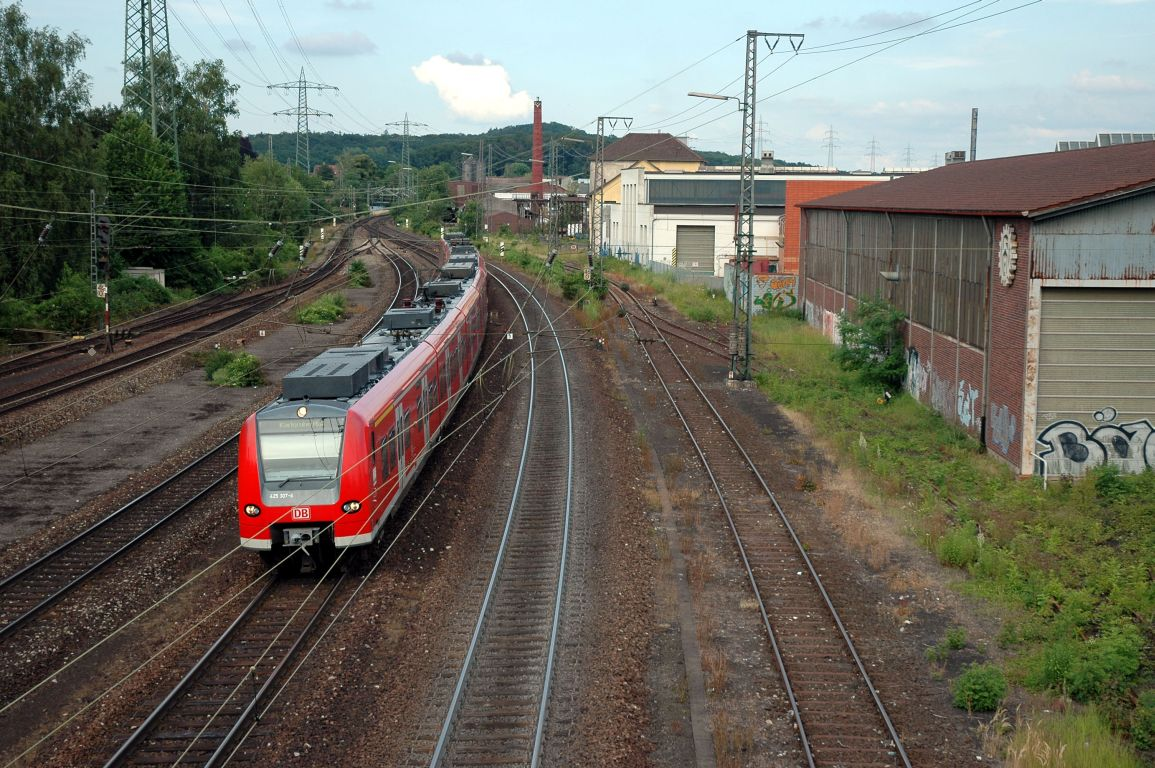
Regional-Express-Triebwagen von Stuttgart nach Karlsruhe bei der Einfahrt in Mühlacker (Juni 2006)

Mühlacker war zum Zeitpunkt des Streckenbaus nur ein unbedeutender Weiler, nächstgelegene Gemeinde war Dürrmenz. Da sich die Gemeinde der Verwendung ihres Namens jedoch widersetzte, wurde der Bahnhof nach Mühlacker benannt. Dieses entwickelte sich in der Folge rasant zu einer Kleinstadt und überflügelte Dürrmenz, so dass die Gesamtgemeinde 1930 zur Stadt Mühlacker erklärt wurde.
Nachdem der Bietigheimer Bahnhof auf der Höhe südöstlich der damals kleinen Stadt Bietigheim angelegt wurde, wuchsen sowohl die Stadt als auch die Gemeinde Bissingen an der Enz auf diesen zu. Aus diesem Zusammenwachsen entstand 1975 die Doppelstadt Bietigheim-Bissingen, zugleich wurde der Bahnhof von Bietigheim (Württ) in Bietigheim-Bissingen umbenannt.
Bretten, im Mittelalter das Zentrum des Kraichgaus, war seit dem 16. Jahrhundert durch Kriegseinwirkungen und den Verlust seines Hinterlandes an Württemberg im Niedergang begriffen gewesen. Als Kreuzungspunkt zwischen West- und Kraichgaubahn nahm Bretten am industriellen Aufschwung teil und konnte seine alte Stellung in der Region wiedergewinnen.
Die Oberamtsstädte Vaihingen und Maulbronn erhielten nur ortsferne Bahnhöfe, was sich negativ auf das Wachstum beider Städte auswirkte. In beiden Fällen entstanden Stichstrecken, um die Stadtkerne zu erschließen. So verkehrte von 1904 bis 2002 auf der zeitweilig als Vaihinger Stadtbahn bezeichneten Strecke vom Bahnhof an der Westbahn (dessen Name sich mehrfach änderte) bis Enzweihingen. Dadurch konnte Vaihingen die entstandenen Standortnachteile halbwegs kompensieren, entwickelte sich aber dennoch weniger stark als Mühlacker oder Bietigheim.
1914 wurde die Stichstrecke von Maulbronn West nach Maulbronn Stadt eröffnet. Maulbronn blieb jedoch im Verkehrsschatten und musste seine Vorrangstellung in der Umgebung an Mühlacker abgeben. Die Personenbeförderung auf der Maulbronner Stichstrecke endete 1973, wurde aber 1997 infolge verstärkten touristischen Interesses am Weltkulturerbe Kloster Maulbronn zumindest an Sonn- und Feiertagen wieder aufgenommen.
Markgröningen, im Mittelalter das Zentrum der Region zwischen Stuttgart und Vaihingen, lag auf dem direkten Weg zwischen Ludwigsburg und Bretten. Wegen der Schwierigkeiten bei der Enzüberquerung wurde die Bahn jedoch wesentlich weiter nördlich gebaut. Nachdem Markgröningen schon durch die Entstehung von Ludwigsburg seine Stellung als Verwaltungsmittelpunkt eingebüßt hatte, führten nun auch die neuen Verkehrswege an dem Ort vorbei.

## Betrieb

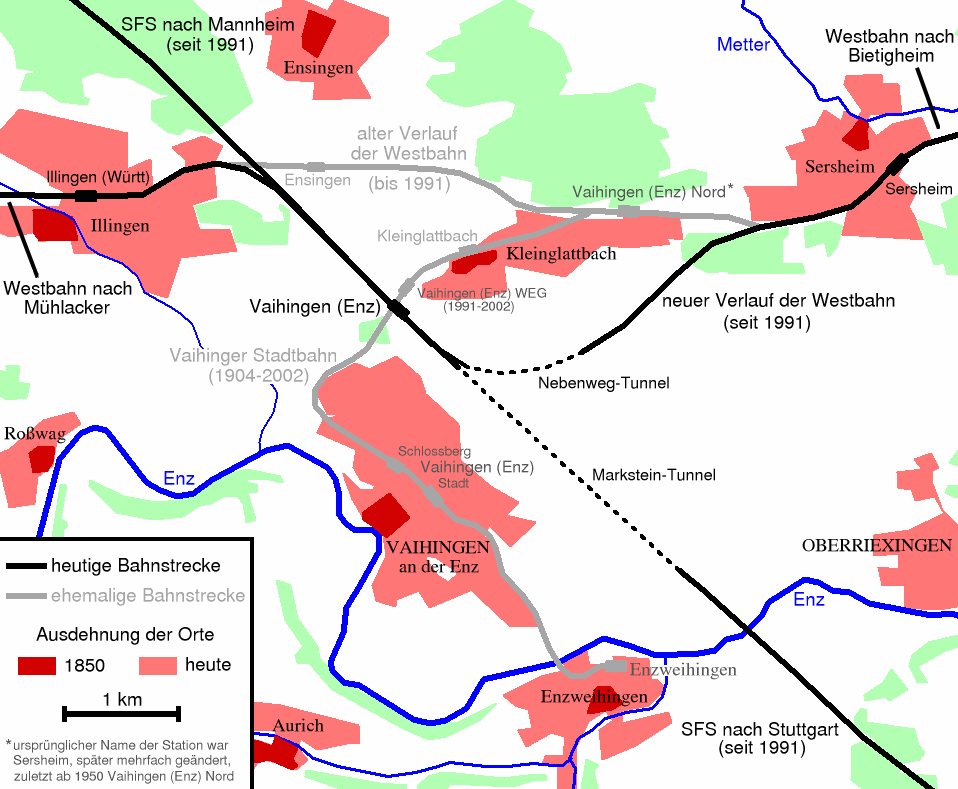
Alte und neue Streckenführung bei Vaihingen

### Betriebsstellen

#### Bietigheim-Bissingen
Der Bahnhof liegt 1,5 Kilometer nördlich der Bietigheimer Altstadt. Hier besteht Umstieg zur Frankenbahn und zu vielen Buslinien.

#### Bietigheim-Ellental
Der Haltepunkt liegt circa 600 Meter weg von der Altstadt und wird von ein paar Buslinien angefahren.

#### Sachsenheim
Der Bahnhof wird von mehreren Buslinien angefahren.

#### Sersheim
Der Haltepunkt wird nicht von Bussen bedient.

#### Vaihingen (Enz)
Der Bahnhof wird von mehreren Buslinien angefahren. Hier besteht Umstieg zum RE nach Stuttgart über die Schnellfahrstrecke. Außerdem fahren hier ICEs und TGVs mit 250 km/h durch.

#### Illingen (Württ)
Der Haltepunkt liegt circa 800 Meter vom Ortszentrum entfernt. Es halten auch einige Buslinien.

#### Mühlacker
Der Bahnhof wird von IC- und RE-Zügen angefahren. Außerdem halten hier mehrere Buslinien.

#### Bretten
Hier wird die Kraichgaubahn gekreuzt und es besteht Umstieg zu einigen Buslinien.

#### Bruchsal
Hier endet die Strecke. Den Bahnhof bedienen zahlreiche Buslinien sowie IC-Züge.

### Kilometrierung
In Bietigheim wird die in Stuttgart beginnende Kilometrierung der Nordbahn fortgesetzt und verläuft bis zur ehemaligen Eigentumsgrenze bei Bretten aufsteigend. Auf der ehemals badischen Seite beginnt die Kilometrierung in Bruchsal – bedingt durch die Neutrassierung von 1898 und die damit verbundene Verlängerung bei Streckenkilometer −0,8 – und steigt ebenfalls in Richtung Bretten an.
Da sich die Strecke bei Vaihingen (Enz) durch die Neutrassierung wegen der Schnellfahrstrecke 1990 um einen Kilometer verlängerte, wurde auf diesem Abschnitt eine neue Kilometrierung verwendet. Dazu wurden die von Stuttgart aus gezählten Streckenkilometer um 100 erhöht.

### Kursbuchstrecken
Die Westbahn ist keine eigenständige Kursbuchstrecke mehr. Sie ist heute (Stand 2005) Bestandteil der folgenden Kursbuchstrecken:
- Kursbuchstrecke 770: Stuttgart über Bietigheim-Bissingen nach Mühlacker, von dort nach Karlsruhe (über Pforzheim).
- Kursbuchstrecke 771: Stuttgart über Bietigheim-Bissingen nach Mühlacker, von dort nach Mannheim (über Bruchsal und Heidelberg).
- Kursbuchstrecke 772: Tübingen–Horb–Pforzheim–Mühlacker–Maulbronn Stadt, der vom VCD betriebene Klosterstadt-Express.

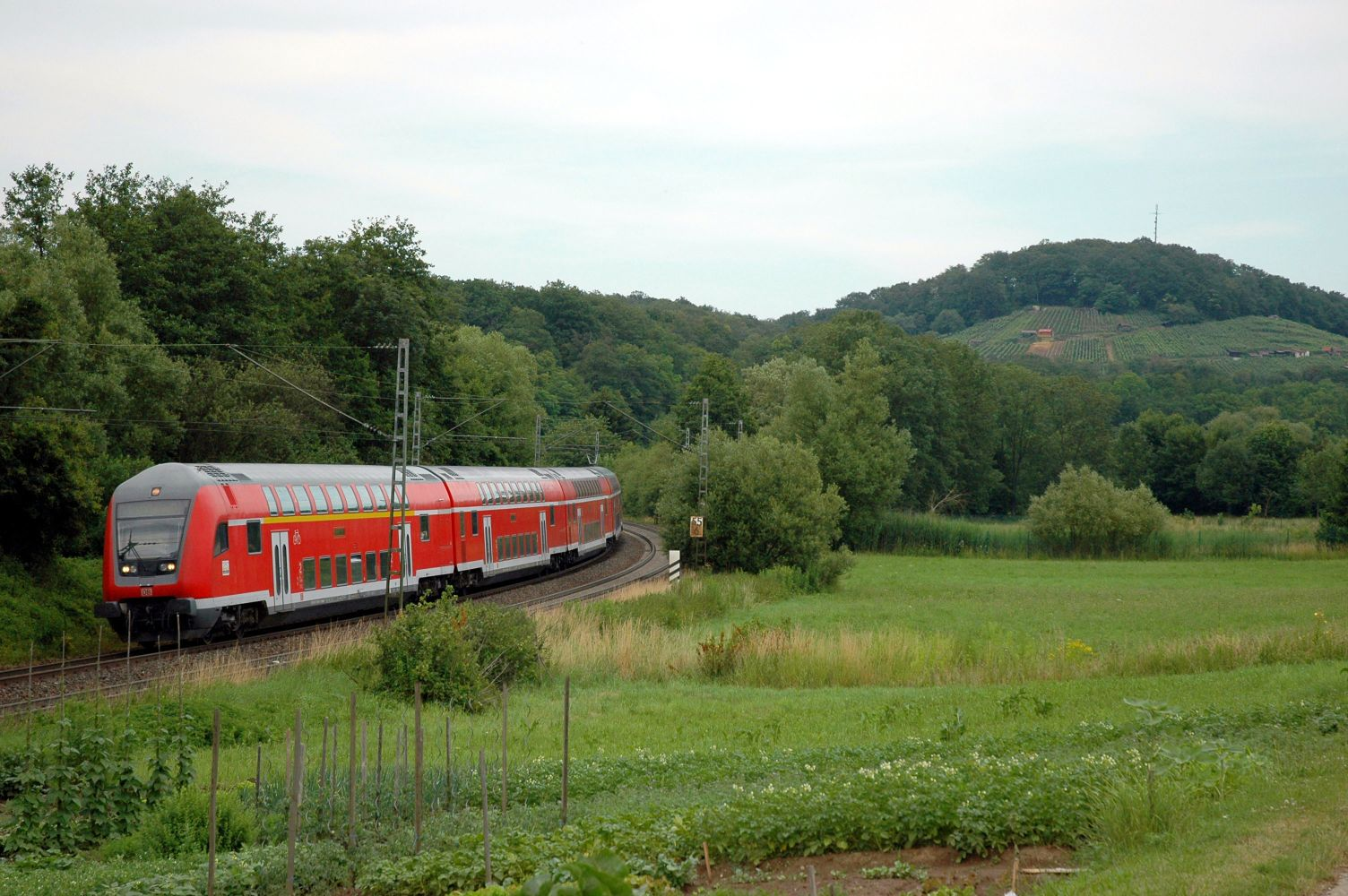
Regional-Express in der Relation Stuttgart–Heidelberg beim Abstieg in das Salzachtal bei Ölbronn (Juni 2006)

### Linien
Von Bruchsal bis Mühlacker verkehrt eine stündliche Regionalbahn, die über Vaihingen (Enz) und Bietigheim-Bissingen bis Stuttgart verlängert wird. Zwischen Bretten und Bruchsal gibt es in der Hauptverkehrszeit Verstärkerzüge. Alle Züge nach Stuttgart werden in Mühlacker mit einem Zug aus Pforzheim vereinigt bzw. von Stuttgart kommend von diesem getrennt. Hinzu kommen alle zwei Stunden Regional-Express-Züge der Relation Bruchsal–Mühlacker, die zwischen Mühlacker und Bruchsal nur in Bretten halten und in Mühlacker Anschluss an Regional-Express-Züge von und nach Stuttgart Hauptbahnhof sowie in Bruchsal Anschluss an Regionalexpress-Züge und S-Bahnen von und nach Heidelberg Hauptbahnhof bieten. Diese Züge gingen aus RE-Zügen der ehemaligen Relation Heidelberg–Stuttgart hervor. Zwischen Bietigheim-Bissingen und Pforzheim verkehren des Weiteren Regionalbahnen, die die vorher genannten Züge zum Halbstundentakt verdichten.
Zwischen Mühlacker und Bietigheim-Bissingen verkehren außerdem Regionalexpress-Züge mit dem Fahrtweg Karlsruhe–Stuttgart(–Aalen) im 30/30/60-Minuten-Takt sowie Intercity-Züge von Karlsruhe nach Nürnberg im Zweistundentakt, die gemeinsam einen Halbstundentakt bilden. Die RE- und IC-Züge machen nur in Mühlacker und Vaihingen (Enz) Station, um anschließend auf der Schnellbahntrasse nach Stuttgart zu fahren.

### Fahrzeugeinsatz
Auf den Karlsruher Stadtbahnlinien S5 und S9 kamen Zweisystemtriebwagen der Typen GT8-100C/2S und GT8-100D/2S-M zum Einsatz. Auf der Linie S9 verkehrten durch die verzögerte Zulassung der ET 2010 seit Dezember 2009 vorübergehend auch von der Saarbahn ausgeliehene Zweisystemtriebwagen des Typs Flexity Link, seit Dezember 2013 durch Bombardier von der Prignitzer Eisenbahn GmbH geleaste Regio-Shuttle. Die RE-Linie Karlsruhe–Stuttgart wurde seit 2002 im Regelfall von der Baureihe 425 befahren, manchmal ebenso von lokbespannten Doppelstock-Wendezügen. Letztere verkehrten seit 2006 ebenso auf den IREs zwischen den beiden Städten sowie auf der RE-Linie Stuttgart–Heidelberg. Die Baureihe 425 hatte 2002 zunächst die Zugleistungen zwischen Stuttgart und Heidelberg übernommen, wurde jedoch mangels Kapazität bereits 2006 von den Doppelstock-Wendezügen abgelöst.
Seit Dezember 2018 kommen auf der IC-Linie Karlsruhe-Stuttgart-Nürnberg IC2-Züge zum Einsatz.
Seit Juni 2019 verkehren auf der IRE-Linie (seit Ende 2024: RE-Linie) Stadler Flirt 3-Triebwagen von Go-Ahead. Auf den RB-Linien (seit Ende 2022: MEX-Linien) sollten ab Juni 2019 Talent 2-Züge von Abellio zum Einsatz kommen. Aufgrund von Lieferschwierigkeiten kamen ersatzweise Stadtbahnen der AVG, Triebwagen der Baureihe 425 der Deutschen Bahn und Alstom-Coradia-Continental-Züge von Agilis zum Einsatz.

### Unfälle
Aus dem Betrieb der Westbahn sind folgende schwerwiegende Unfälle bekannt:
- Am 13. Oktober 1879 ereignete sich bei Heidelsheim, zwei Tage vor der Übergabe der Strecke an Baden, ein Zusammenstoß zweier Güterzüge. Drei Menschen starben, 14 wurden teils schwer verletzt. Der hauptverantwortliche Lokomotivführer beging auf der Stelle Selbstmord. Der Unfall wurde durch den voreiligen Abbau eines Signals in Vorbereitung der Übergabe begünstigt.
- In der Nacht vom 20. zum 21. Juni 1890 kam es bei Mühlacker ebenfalls zum Zusammenstoß zweier Güterzüge mit drei Toten. Ursache hierbei war eine falsche Weichenstellung.
- Am 19. Januar 1893 verlor der Lokomotivführer eines Güterzugs seinen rechten Arm, als er beim Bruch eines Kuppelbolzens ins Gleis fiel.
- 1930 kam es in Bruchsal fast zu einer Katastrophe: Seit dem Bau des Friedhofstunnels gab es durch den Hangeinschnitt regelmäßig geologische Probleme, durch die sich der Hang oberhalb der Stützmauer des westlichen Tunnelportals in Bewegung setzte. Die hier befindliche Leichenhalle erlitt schwere Risse und drohte, jeden Moment auf die Gleise abzurutschen. Mitursächlich war, dass man bereits vorher Risse am Gebäude festgestellt und als Gegenmaßnahme versucht hatte, es mit schweren Betonpfeilern abzustützen, womit der Hang noch weiter belastet wurde. Im Juni 1930 wurde die Leichenhalle abgerissen und an anderer Stelle neu aufgebaut.
- Am 6. Dezember 1934 prallte der morgendliche Kurszug Paris–Wien bei Vaihingen gegen einen Lastkraftwagen, weil eine Schranke nicht geschlossen worden war. Bei dem Unglück starben vier Menschen, und 14 wurden verletzt.
- Am 16. Juli 2009 entgleiste kurz vor dem Nebenwegtunnel ein Gleisbauzug, der im Tunnel zum Stehen kam. Personen kamen nicht zu Schaden, wohl aber entstand hoher Sachschaden am Oberbau und an den Signalanlagen. Der gesamte Verkehr zwischen Sachsenheim und Vaihingen (Enz) musste für fast zwei Tage umgeleitet oder auf Schienenersatzverkehr umgestellt werden.[12][13]

Eine Reihe weiterer Unfälle gingen mit weniger schweren Verletzungen und/oder Sachschäden aus.